# École du Service de santé des armées
Pour les articles homonymes, voir ESSA.
Les écoles du Service de santé des armées (ESSA) sont des écoles militaires françaises qui forment le personnel médical et paramédical des forces armées françaises, rattaché au Service de santé des armées.
On dénombre notamment, par ordre alphabétique :
- L'École du personnel paramédical des armées, à  Bron à partir de 2017, anciennement à Toulon : elle forme les militaires futurs infirmiers et techniciens des hôpitaux des armées ;
- L'École du service de santé des armées de Bordeaux : elle accueillait principalement les futurs officiers médecins des armées, fermée en 2013 ;
- L'École de santé des armées de Bron, près de Lyon : elle forme les futurs officiers médecins et pharmaciens des armées (au sein de l'université Claude Bernard Lyon 1) et vétérinaires (au sein d'une l'École nationale vétérinaire).